# Celastrina lenzeni
Celastrina lenzeni är en fjärilsart som beskrevs av Forster 1941. Celastrina lenzeni ingår i släktet Celastrina och familjen juvelvingar. Inga underarter finns listade i Catalogue of Life.